# Recologne, Doubs
Recologne är en kommun i departementet Doubs i regionen Bourgogne-Franche-Comté i östra Frankrike. Kommunen ligger i kantonen Audeux som tillhör arrondissementet Besançon. År 2022 hade Recologne 716 invånare.

## Befolkningsutveckling
Antalet invånare i kommunen Recologne
Referens:INSEE